# Iglesia de San Antonio (Isla de Mozambique)
La Iglesia o Capilla de San Antonio (en portugués: Igreja de Santo António) en una iglesia situada en la localidad de Isla de Mozambique, en la isla del mismo nombre, provincia de Nampula, Mozambique, en el interior del Fortín de San Antonio de la citada localidad. Forma parte del conjunto monumental de la ciudad que está declarado Patrimonio de la Humanidad por la UNESCO desde 1991.

## Historia

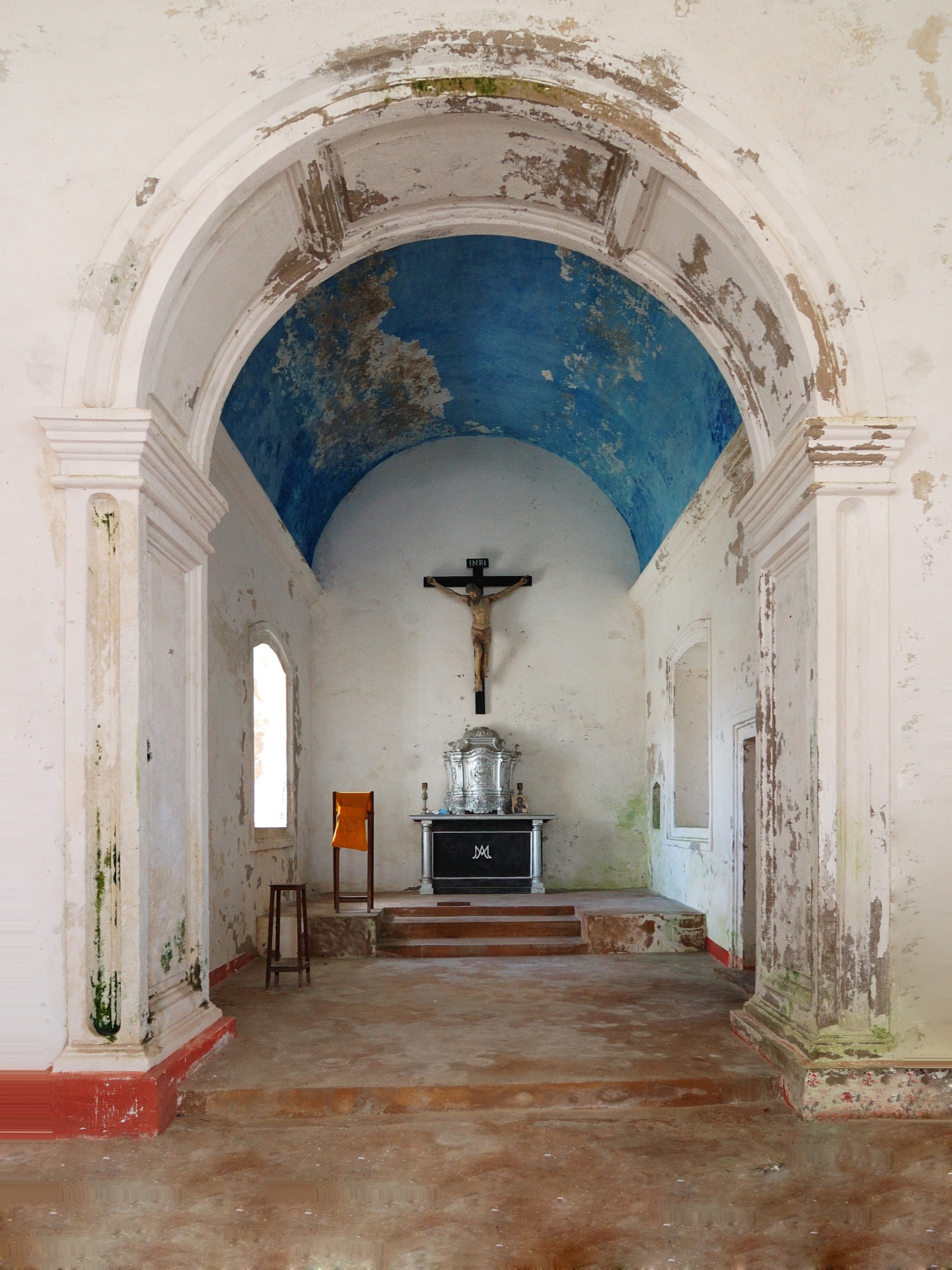
Capilla mayor de la Iglesia de San Antonio.

Su construcción se remonta al siglo XVI, construida en el interior del Fortín de San Antonio. Consta que en 1820 estaba en ruinas, reconstruyéndose en su totalidad en 1969.

## Características
Es una iglesia de estilo manierista de planta de una sola nave y ábside más estrecho. Está iluminada por tres únicas ventanas abiertas en la fachada izquierda y en la capilla mayor. La fachada consta de un portal flanqueado por un orden de pilastras. Todas las fachadas están revocadas y pintadas de blanco.